# 佩德罗·莫雷内斯
佩德罗·莫雷内斯-阿尔瓦雷斯·德欧拉特（西班牙語：Pedro Morenés y Álvarez de Eulate，1948年9月17日—）是西班牙政治人物，曾任西班牙国防大臣，以及西班牙驻美国特命全权大使。

## 生平
1948年9月17日出生于比斯開省格乔，是第四代阿莱松子爵的第二个儿子。
曾在纳瓦拉大学学习法律，在德乌斯托大学学习经济管理学。在德国不来梅造船经济研究所获得了硕士学位。
1979年开始了律师职业生涯。先是在私人律师事务所工作，1991年成为国家工业研究所造船部门法律总顾问。2000年5月被任命为内政部国防秘书，2002年8月转任科技部科技政策国务秘书。2005年3月至2010年6月担任西班牙商会秘书长。2010年6月开始担任MBDA导弹系统公司总裁。2011年1月出任伊比利亚私人保安公司总裁。任期一直持续到2011年12月。紧接着在第一次拉霍伊内阁中被任命为国防大臣，2016年期满卸任。2017年至2018年担任西班牙王国驻美利坚合众国特命全权大使。

## 荣誉
- 萨拉戈萨皇家骑士团勋章（1966年）[7]
- 骑士大十字级天主教伊莎贝拉勋章（2004年）[8]